# António Brás Monteiro
António Brás Monteiro ComME (Pinhel, 19 de agosto de 1926 – Lisboa, 2 de dezembro de 2023) foi um industrial e empresário português. Fundou e presidiu ao conselho de administração do grupo Lisgráfica durante quatro décadas.
No final dos anos 90 e início dos anos 2000 chegou, segundo a Revista Exame, a ocupar lugar na lista das pessoas mais ricas de Portugal.
Foi um dos últimos grandes industriais portugueses e uma figura incortornável no mundo dos media, conhecido em Portugal como o Patriarca da Impressão.

## Biografia
Licenciado em Direito, iniciou a sua vida profissional em 1953 como Chefe de Serviços da Caixa de Previdência da Indústria Cerâmica e, simultaneamente, era advogado da Federação dos Sindicatos da Indústria Cerâmica e das empresas J. Mendes Coelho e Lever Portuguesa. Em 1956 deixa a Caixa de Previdência e ingressa como administrador-delegado na empresa “Bertrand & Irmãos, Lda” onde acabou por se tornar sócio. Em 1968 cede a sua posição a um grupo brasileiro e fundou a Gráfica Brás Monteiro, Lda. Nos anos 70 foi também Administrador-Delegado da empresa gráfica, livreira e distribuidora “Livraria Bertrand, SA”. 
Em 1973 funda a, ainda hoje cotada em bolsa, Lisgráfica SA, com o seu amigo António Pedro Ruella Ramos (ex-director e proprietário do emblemático ‘Diário de Lisboa’ e um dos fundadores do jornal Expresso e também sócio de Francisco Pinto Balsemão no grupo Impresa).
António Brás Monteiro foi fundador, accionista e administrador de diversas empresas, entre elas destacam-se a Gestprint - Sociedade Gestora De Participações Sociais, S.A; Naveprinter - Indústria Gráfica do Norte, S.A.; Grafimadeira - Empresa de Artes Gráficas da Madeira, S.A.; Grafilis - Reprodução e Artes Graficas S.A.; Guião - Divulgação Promocional de Indústria e Comércio, SA.; Videodata - Desenvolvimento de Bases de dados, S.A.; e até de algumas rádios.
Foi também proprietário de vários títulos de jornais e revistas onde se destaca o jornal ‘Comércio do Porto.
Presidiu durante várias décadas à sua holding Gestprint SGPS SA, onde a família Brás Monteiro é, ainda hoje, sócia-maioritária. Chegou a ter como acionista na Lisgráfica também o grupo Sonae de Belmiro de Azevedo, entre outros.
Recebeu diversas distinções e prémios ao longo da sua carreira e chegou a estar, nos anos 90, juntamente com o seu filho António Alexandre Pires Brás Monteiro, nos rankings dos mais ricos de Portugal.
A 17 de janeiro de 2006, foi agraciado pelo Presidente da República, Jorge Sampaio, Comendador com a Ordem do Mérito Empresarial – Classe do Mérito Industrial e era Conselheiro na Fundação Mário Soares.

## Lisgráfica
Durante as décadas oitenta e noventa liderou com o seu filho mais velho, António Alexandre Pires Brás Monteiro, o grupo Lisgráfica.
Em 2009 morre o sócio António Pedro Ruella Ramos.
Estima-se que as dívidas do universo Lisgráfica ascendam aos cerca de cem milhões de euros, apesar de notícias recentes anunciarem lucros.